# A838 road
Die A838 road ist eine A-Straße in der schottischen Council Area Highland. Sie beginnt nördlich von Lairg und führt durch die Northwest Highlands zunächst an die Westküste in der Nähe von Kinlochbervie. Von dort führt sie zur schottischen Nordküste und folgt dieser über Durness bis Tongue.

## Verlauf
Mit Ausnahme der kurzen, zweispurig ausgebauten Abschnitte von Laxford Bridge bis Rhiconich und von Hope bis Tongue ist die A838 als Single track road ausgeführt. Sie beginnt etwa vier Kilometer nördlich von Lairg am Ostufer von Loch Shin bei der kleinen Ansiedlung Dalchork, wo sie von der A836, der direkten Verbindung von Lairg nach Tongue, abzweigt. Auf den ersten Kilometern musste die Führung der A838 verlegt werden, nachdem Loch Shin in den 1950er Jahren aufgestaut wurde. Auch die Abzweigung von der A836 befand sich bis dahin etwa einen Kilometer weiter südlich der heutigen Abzweigung. Über gut 20 Kilometer verläuft sie durch weitgehend unbewohntes Heide- und Moorland entlang des Ostufers von Loch Shin. Entlang der Straße liegen lediglich einzelne Streusiedlungen. Westlich von Loch Shin wird die bislang in eher flacher Landschaft verlaufende Straße von 700 bis 800 Meter hohen Bergen gesäumt. 

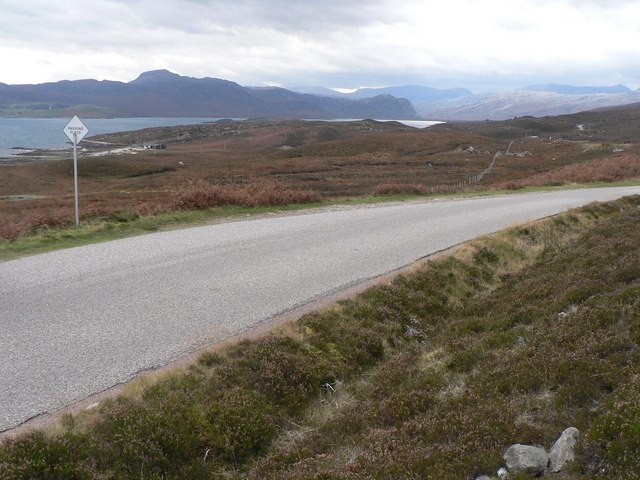
Die A838 entlang des Westufers von Loch Eriboll

In Laxford Bridge mündet die A894 in die A838. Ab hier ist die A838 (wie die A894) zweispurig ausgebaut. Der Ausbau der Nord-Süd-Verbindung an der Westküste aus Richtung Ullapool erfolgte in den 1980er Jahren, um die Anbindung der Fischereihäfen in Lochinver und Kinlochbervie zu verbessern. Kinlochbervie ist über die in Rhiconich abzweigende B801 zu erreichen. Nördlich dieser Abzweigung ist die A838 wieder als Single track road ausgeführt und verläuft durch weitgehend unbesiedelte Bereiche der nördlichen Highlands östlich von Cape Wrath. 
Südlich von Durness erreicht die A838 die Nordküste, der sie windungsreich entlang teils tief ins Land eingeschnittener Buchten wie Loch Eriboll bis Tongue folgt. Zwischen den beiden Orten liegen entlang der Straße diverse kleinere Ortschaften und Streusiedlungen. Östlich von Durness passiert die Straße Smoo Cave. Westlich von Tongue quert die Straße die Meeresbucht Kyle of Tongue über einen Damm und eine schmale Brücke. In Tongue mündet die A838 wieder in die A836, die in Richtung Süden nach Lairg und in Richtung Osten über Thurso bis John o’ Groats führt.
Zwischen Laxford Bridge und Tongue ist die A838 Teil der Ferienstraße North Coast 500.